# امانت الکترونیکی
امانت الکترونیکی (به انگلیسی: Elending) به تمام فعالیت‌هایی گفته می‌شود که دسترسی به منابع دیجیتالی را در محیط شبکه وب، به صورت پیوسته یعنی درصورتی که کاربر آنلاین باشد و ناپیوسته یعنی درصورتی که کاربر، آنلاین نباشد، برای کاربران فراهم می‌کنند، بنابراین چهار عنصر اصلی تولیدکننده منبع اطلاعاتی، ناشر، کتابخانه و کاربر نهایی در این موضوع نقش دارند.
در واقع، امانت الکترونیکی کتاب‌ها عملی است که در آن، یک کتاب برای مدت محدودی دسترس پذیر می‌شود و سپس از دسترس خارج می‌شود، در حین این فرایند، باید قوانین کپی رایت و اجازه از ناشر کتاب رعایت شود در حالی که در امانت کتاب کاغذی یا چاپی یا فیزیکی نیازی به رعایت قوانین کپی رایت وجود ندارد

## وضعیت امانت الکترونیکی در ایران
ناشران الکترونیکی کشور ایران در زمینه تولید محتوای الکترونیکی همچنان نوپا هستند و تولیدات الکترونیکی معدودی دارند. همچنین ناشران، آثار الکترونیکی خود را در اکثر موارد با استفاده از
لوح فشرده و با فرمت‌هایی مانند پی.دی.اف. منتشر می‌کنند. با وجود این، در صورت آگاه‌سازی، در اکثر موارد (حدود ۹۰ درصد) موافق بهره‌گیری از آثار الکترونیکی در سرویس امانت الکترونیکی، به شرط مراعات کپی‌رایت هستند. در این راستا ناشران به جهت ضعف در سرمایه‌گذاری و توانایی محدود در بهره‌گیری از فناوری‌های اطلاعاتی نیازمند واسطه‌هایی هستند که سود آنها را تضمین و فرایند امانت الکترونیکی را مدیریت نمایند.
کتابخانه دیجیتالی دید در کشور ایران، خدمات خرید وامانت الکترونیکی ارائه می نماید و موضوع کتابها اغلب سیاسی است  و همچنین اپ موبایل‌ هایی با نام تکتاب و کت اپ خدمات امانت الکترونیکی کتاب ارائه می‌نمایند.

### اپلیکیشن امانت الکترونیکی تکتاب
سامانه تکتاب، در بستر ابری و به‌صورت رایگان، زیرساخت نشر الکترونیکی را برای ناشران فراهم ساخته است. در این سامانه امکان امانت و فروش کتاب الکترونیکی برای مشتریان در سه سطح عموم مردم، متخصصان موضوعی و دانشگاهیان و کودک و نوجوان با استفاده از سه اپلیکیشن کاربردی مجزا طراحی شده است ، ناشران مختلفی از جمله انتشارات مبتکران، انتشارات کتابدار ،نشر دانشگاهی ،نشر آوای نور و غیره از همکاران تجاری تکتاب هستند. مخاطب اصلی تکتاب ،قشر دانشگاهی و هدف اولیه  تکتاب دسترس پذیر سازی امانت الکترونیکی کتاب دانشگاهی بوده است.

### اپلیکیشن امانت الکترونیکی کت اپ
اپلیکیشن امانت الکترونیکی کتاپ برای موضوعات عمومی و مخاطبان عام طراحی شده است.

## اپلیکیشن امانت دیجیتال پیام مشرق
امانت دیجیتال کنترل شده روشی نوظهور است که به کتابخانه امکان می دهد که به کاربران خود یک عنوان دیجیتالی شده را به جای یک عنوان فیزیکی به صورت کنترل شده به امانت دهد.
به عنوان مثال اگر کتابخانه ای صاحب سه نسخه فیزیکی از یک عنوان باشد و یکی از آنها را دیجیتالی کند، می تواند دو نسخه فیزیکی و یک نسخه دیجیتالی را به امانت دهد. این بدین معنا است که فقط می توان به همان تعداد نسخه ای که قبل از دیجیتال شدن در کتابخانه موجود است (حق کپی رایت آن را دارد) امانت داده شود.
گردش امانت در هر قالب به گونه ای کنترل می شود که فقط یک کاربر می تواند از هر نسخه دیجیتال شده و برای مدت زمان محدود استفاده کند.

## وضعیت امانت الکترونیکی در خارج ایران
از سال ۲۰۱۴، نود درصد کتابخانه‌های عمومی ایالت متحده آمریکا مجهز به خدمات امانت الکترونیکی شده‌اند. بسیاری از این کتابخانه‌ها ازRakuten OverDriveاستفاده می‌کنند که دسترسی به کتابخانه را برای حدود ۴۳۰۰۰ کتابخانه و مدارس در ۷۶ کشور فراهم می‌کند. Overdrive تنها سرویس بازاریابی است که با Kindle شرکت آمازون (شرکت) کار می‌کند، اما این قابلیت فقط به خوانندگان آمریکایی محدود می‌شود.